# فلودزيميرز لوبانسكي
فلودزيميرز لوبانسكي (بالبولندية: Włodzimierz Lubański) مواليد 28 فبراير 1947 في غليفيتسه، هو لاعب كرة قدم بولندي سابق كان يلعب كمهاجم. سبق له أن لعب في كأس العالم لكرة القدم مع منتخب بلاده. فاز بميدالية أوليمبية في مسابقة كرة القدم. لعب خلال مسيرته 519 مباراة سجل خلالها 279 هدفاً.

## المسيرة الاحترافية

### أندية لعب لها
- غورنيك زابجه
- نادي لوكيرين
- نادي فالينسيان
- نادي كويمبيريوس

## روابط خارجية
- فلودزيميرز لوبانسكي على موقع الاتحاد الدولي (مؤرشف)  (الإنجليزية)
- فلودزيميرز لوبانسكي على موقع الاتحاد الأوربي (الإنجليزية)
- فلودزيميرز لوبانسكي على موقع قاعدة بيانات كرة القدم.إي يو (الإنجليزية)
- فلودزيميرز لوبانسكي على موقع ناشيونال فوتبول تيمز (الإنجليزية)
- فلودزيميرز لوبانسكي على موقع Soccerway.com (الإنجليزية)
- فلودزيميرز لوبانسكي على موقع أوليمبيديا (الإنجليزية)
- فلودزيميرز لوبانسكي على موقع اللجنة الأولمبية البولندية (مؤرشف) (البولندية)